# NoSQL
NoSQL is een breed gamma aan databasemanagementsystemen die op aanmerkelijke wijze verschillen van het klassieke relationele databasemanagementsysteem (RDBMS). De datasystemen behoeven niet altijd vaste databaseschema's, ze vermijden gewoonlijk de JOIN-operaties en sommige schalen horizontaal. Academici en publicaties verwijzen er meestal naar als "gestructureerde storage", waarvan de klassieke relationele databases een deelverzameling zouden zijn. Ook wordt er soms naar verwezen als niet-relationele databases.
Carlo Strozzi gebruikte de term NoSQL in 1998 voor zijn lichtgewicht opensourcedatabase die geen SQL-interface aanbood.
- Hypertable is een voorbeeld van een high performance, open source en zeer schaalbare NoSQL database.